# Quetzal-1
Quetzal-1 es el nombre denominado para el primer satélite guatemalteco tipo CubeSat. El proyecto fue realizado por estudiantes, catedráticos e ingenieros de las carreras de Ingeniería Mecatrónica, Mecánica, Electrónica y Ciencia de la Computación de la Universidad del Valle de Guatemala. También contaron con el apoyo del Instituto de Investigaciones de UVG, Super Intendencia de Telecomunicaciones de Guatemala y del Club de Radio aficionados de Guatemala.
El Quetzal-1 fue un proyecto cuya construcción constó de seis fases. Su misión es ampliar el campo de ciencias y tecnología espacial en Guatemala de forma independiente mediante la adquisición de datos e información para la conservación de los recursos naturales. El satélite se lanzó al espacio a bordo del SpaceX Dragon 1 en la misión CRS-20 el 6 de marzo del año 2020. Llegó a la Estación Espacial Internacional el 9 de marzo del año 2020. Finalmente, fue puesto en órbita el 28 de abril a las 9:20 a. m. (Hora de Guatemala). Treinta minutos después, se inició la transmisión a una frecuencia de 437.2 MHz Archivado el 24 de enero de 2021 en Wayback Machine., coordinado con la IARU.

## Origen del nombre
El nombre para el primer satélite guatemalteco fue producto del concurso “Ponele nombre al primer satélite guatemalteco” realizado durante las fechas del 16 de marzo al 16 de abril de 2018 y donde se recibieron varias propuestas enviadas por niños y jóvenes menores de 18 años. El nombre del ganador, José Miguel Ortega Yung, de 17 años, se dio a conocer el 21 de mayo de 2018 a través de las redes sociales de UVG. Otros nombres considerados fueron Itzel, Mayan Cube, TIKUVG 1, Hunab Ku, Atitlán, Nahual, y Baktún. Quetzal 1 fue el nombre elegido.

## Equipo de trabajo
Robots

## Fases del Proyecto
El proyecto, de tipo académico, consistió de seis fases con duración de un año por fase. 
•	Fase 1 (año 2014): se inició el proyecto, se realizó el primer diseño, se realizó un estudio para definir la misión y posteriormente se presentaron los resultados de esta fase en el 1st Latin America CubeSat Workshop en Brasil.
•	Fase 2 (año 2014-2015): empezó con la primera realización de la iteración del diseño, se incluyó una cámara para detección remota y se construyó el primer prototipo.
•	Fase 3 (año 2015-2016): se realizó la primera revisión por expertos internacionales, se modificó el diseño basandosé en la retroalimentación de los expertos, en octubre del año 2016 se anunció el desarrollo del proyecto en una conferencia de prensa y Seguros Universales S.A. se convirtió en el primer patrocinador del proyecto.
•	Fase 4 (año 2016-2017): la primera celebración del World Space Week en Guatemala se realizó en UVG, luego se llevó a cabo la segunda revisión por expertos internacionales y el proyecto fue seleccionado por UNOOSA y JAXA como ganador de la oportunidad KiboCUBE, gracias al cual se permitirá lanzar el satélite al espacio. 
•	Fase 5 (año 2017-2018): Se realizó la competencia "Ponle nombre al primer satéite guatemalteco" para determinar el nombre del primer CubeSat guatemalteco, actualmente se buscan patrocinadores para cubrir su financiamiento, ya que para terminar los trabajos técnicos y, sobre todo, lanzar el CubeSat al espacio en un cohete requiere de unos US$250 mil aproximadamente y para finalizar se concluirá la construcción del satélite para que esté listo para ser lanzado al espacio en 2018 si se alcanzan los fondos requeridos.
•	Fase 6 (año 2018-2019):
- Se concluye la construcción de Quetzal-1, realizando las pruebas finales de termo-vacío y vibraciones en laboratorios especializados en Edimburgo, Escocia, gracias al apoyo de Agencia Espacial de Reino Unido (UKSA) y ASTROSAT.
- El satélite es entregado a la Agencia de Exploración Aeroespacial de Japón (JAXA) en Tsukuba, en diciembre de 2019, y su envío a la Estación Espacial Internacional (ISS) es programado para marzo de 2020, en la misión CRS-20 de suministro a la ISS, en un cohete Falcon 9 de la empresa SpaceX
- Prensa Libre selecciona como Personaje del Año 2019 en Guatemala al equipo de UVG que trabaja en el proyecto Cubesat Quetzal-1.[4]